# David Frum

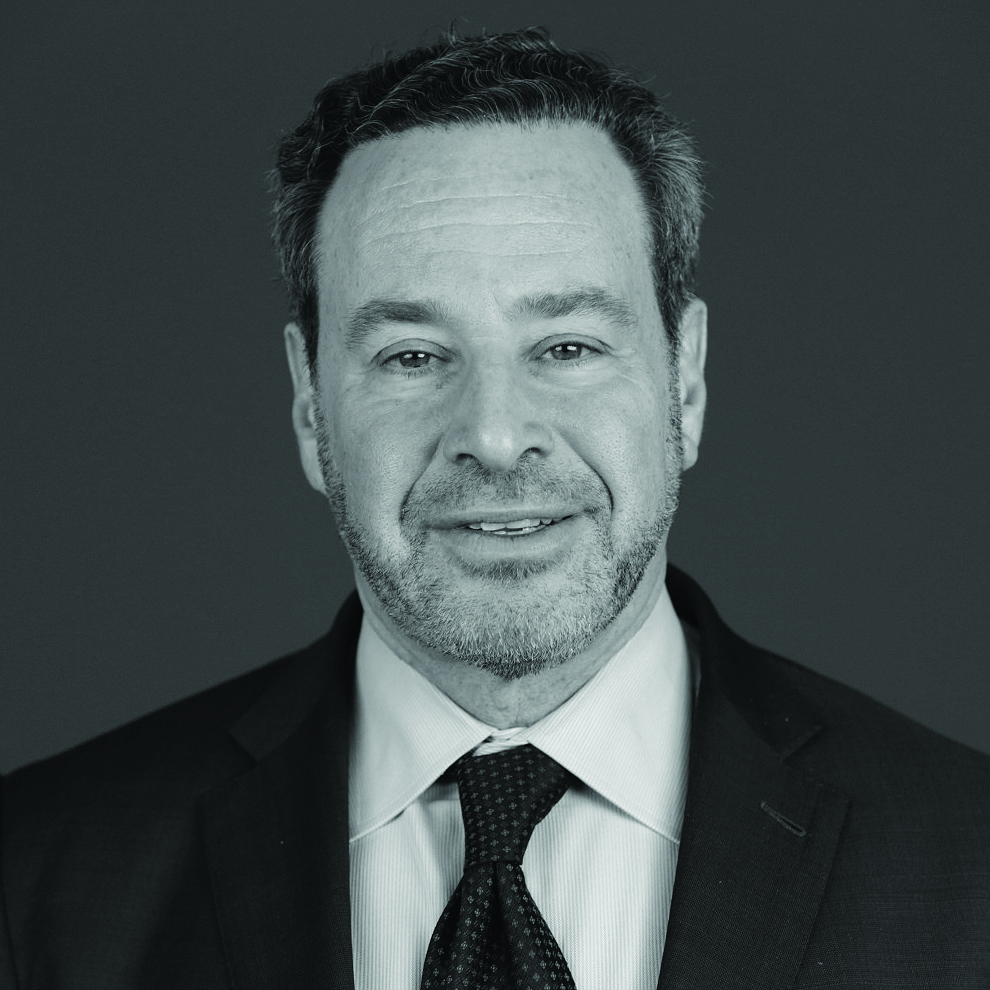

David Frum (Toronto, 1960) é um jornalista canadiano de língua inglesa popular nos Estados Unidos e um ideólogo neoconservador. Foi contratado pelo presidente americano George W. Bush para trabalhar como escritor de discursos. David Frum foi quem deu origem ao termo "eixo do mal" (a sua ideia original era "eixo do ódio", mas o seu chefe mudou para "eixo do mal").
David Frum nasceu em Toronto, Ontário, no Canadá. Fez estudos na University of Toronto, na Universidade de Yale e na Faculdade de Direito de Harvard. Publicou vários livros e escreveu artigos em jornais e revistas diversas.
No seguimento da eleição de George W. Bush em 2000, Frum foi contratado pela Casa Branca. Foi assistente especial para a escrita de discursos entre Janeiro de 2001 e Fevereiro de 2002.
Frum é filho de Barbara Frum (1937-1992), uma das mais respeitadas e influentes jornalistas canadianas, considerada por muitos como de ideias liberais. Seu pai, Murray Frum, é agente imobiliário. David Frum é casado com a escritora Danielle Crittenden.

## Extracto da Obra
Em inglês
- An End to Evil: How to Win the War on Terror (w/Richard Perle), 2003 (ISBN 1400061946)
- The Right Man: The Surprise Presidency of George W. Bush, 2003 (ISBN 0375509038)
- How We Got Here: The 70's: The Decade That Brought You Modern Life--For Better or Worse, 2000 (ISBN 0465041965)
- What's Right : The New Conservative Majority and the Remaking of America, 1997 (ISBN 0465041981)
- Dead Right, 1995 (ISBN 0465098258)